# Пеньское сельское поселение
Пе́ньское се́льское поселе́ние — упразднённое муниципальное образование в составе Кувшиновского района Тверской области России.
Административный центр — деревня Пень.
Образовано в 2005 году, включило в себя территорию Пеньского сельского округа.
Законом Тверской области от 17 декабря 2015 года № 119-ЗО, были преобразованы, путём их объединения, Тысяцкое, Большекузнечковское, Борзынское и Пеньское сельские поселения — в Тысяцкое сельское поселение.

## Географические данные
- Общая площадь: 167 км²
- Нахождение: северо-восточная часть Кувшиновского района.
  - Граничит:
    - на севере — с Борзынским СП
    - на востоке — с Торжокским районом, Осташковское СП, Яконовское СП и Рудниковское СП
    - на юге — с Большекузнечковским СП и Тысяцким СП
    - на юго-западе — с городским поселением город Кувшиново
    - на западе — с Могилевским СП

Основные реки — Негочь, Любица.

Поселение пересекает автодорога «Вышний Волочёк—Есеновичи—Кувшиново»

## Экономика
Основное сельхозпредприятие — СПК «Кувшиновский».

## Население
По переписи 2002 года — 421 человек, на 01.01.2008 — 435 человек.

## Населённые пункты
В состав поселения входили следующие населённые пункты:
| №  | Тип нп | Название   | Население (2008 год) |
| -- | ------ | ---------- | -------------------- |
| 1  | дер.   | Пень       | 277                  |
| 2  | дер.   | Берёзки    | 9                    |
| 3  | дер.   | Бобровцы   | 2                    |
| 4  | дер.   | Вязьмицы   | 5                    |
| 5  | дер.   | Заледенье  | 2                    |
| 6  | дер.   | Качаново   | 35                   |
| 7  | дер.   | Любицы     | 8                    |
| 8  | дер.   | Павловское | 0                    |
| 9  | дер.   | Родионково | 0                    |
| 10 | дер.   | Сидорово   | 0                    |
| 11 | дер.   | Сидорково  | 19                   |
| 12 | дер.   | Ферково    | 15                   |
| 13 | дер.   | Шевково    | 3                    |
| 14 | дер.   | Щелье      | 60                   |

### Бывшие населённые пункты
В 2000 году исключены из учетных данных деревни Нестерково и Щитниково.

Ранее на территории поселения исчезли деревни Вешки, Татариново, Радучево, Прокофьево и несколько хуторов.

## История
В XI—XIV вв. территория поселения относилась к Новгородской земле и составляла часть «городовой волости» города Торжка.
В XV веке присоединена к Великому княжеству Московскому.
- С XVIII века территория поселения входила:[3]
  - в 1708—1727 гг. в Санкт-Петербургскую (Ингерманляндскую 1708—1710 гг.) губернию, Тверскую провинцию,
  - в 1727—1775 гг. в Новгородскую губернию, Тверскую провинцию,
  - в 1775—1796 гг. в Тверское наместничество, Новоторжский уезд,
  - в 1796—1929 гг. в Тверскую губернию, Новоторжский уезд,
  - в 1929—1935 гг. в Западную область, Каменский район,
  - в 1935—1963 гг. в Калининскую область, Каменский район,
  - в 1963—1965 гг. в Калининскую область, Торжокский район,
  - в 1965—1990 гг. в Калининскую область, Кувшиновский район,
  - с 1990 в Тверскую область, Кувшиновский район.

В середине XIX—начале XX века деревни поселения относились к Бараньегорской и Тысяцкой волостям Новоторжского уезда.

В 50-е годы XX века на территории поселения существовали Пеньский, Ферковский, Березкинский и Вязьмицынский сельсоветы.